# Radikal 180
Radikal 180 mit der Bedeutung „Ton, Laut“ ist eines von elf der 214 traditionellen Radikale der chinesischen Schrift, die mit neun Strichen geschrieben werden.
Mit 6 Zeichenverbindungen in Mathews’ Chinese-English Dictionary gibt es sehr wenige Schriftzeichen, die unter diesem Radikal im Lexikon zu finden sind.
Radikal Laut nimmt nur in der Langzeichen-Liste traditioneller Radikale, die aus 214 Radikalen besteht, die 180. Position ein. In modernen Kurzzeichen-Wörterbüchern kann es sich an ganz anderer Stelle finden. Im Neuen chinesisch-deutschen Wörterbuch aus der Volksrepublik China steht es zum Beispiel an 211. Stelle.
Bei 音 handelt es sich um ein Radikal, das selbst bereits ein zusammengesetztes Zeichen ist (Radikal 160 辛 plus Radikal 73 曰). Seine Siegelschrift-Form gleicht stark derjenigen von 言 (yan = Wort, Radikal 149), außer dass im Mund 口 (Radikal 30) unten noch ein kleiner Horizontalstrich hinzugefügt ist. Beide Formen, 言 (yan) und 音 (yin) wurden als Bronzeschrift-Zeichen im gleichen Sinn eingesetzt.
Die obere Komponente von 音 (yan), 立 ist der Überrest von 辛 und nicht das Zeichen 立 (li = stehen). Unten findet sich auch nicht die Sonne 日 (ri), sondern ein Mund 口 (kou) mit einem Strich darin, der symbolisiert, dass dieser Mund einen Laut abgibt (Radikal 73 曰).
Als Sinnträger im zusammengesetzten Zeichen stellt 音 diese in den Bedeutungszusammenhang Musik und Wohlklang wie zum Beispiel 竟 (= vollenden), das eigentlich das Ende eines Musikstückes bezeichnete.
章 (= Kapitel) war ursprünglich das Ende eines Musik-Satzes. 韵 (= Wohlklang), 意 (= Bedeutung) enthalten 音. 意 (= Bedeutung) enthält 音 und das Herz 心, ist daher ein kombiniertes Zeichen.
Als Lautträger tritt 音 (yin) ebenfalls auf wie zum Beispiel in 窨 (= Kellergeschoß, mit 穴 xue, Radikal 116 als Sinnträger). In 喑 (= stumm) ist das Radikal 音 sowohl Laut wie auch Sinnträger.
Beim Nachschlagen unbekannter Zeichen kommt es leicht zu dem Fehler, 音-Zeichen unter 立 (Radikal 117) zu suchen. Dem tragen viele Wörterbücher Rechnung, indem sie zum Beispiel 章 (zhang = Kapitel) unter 立 oder 意 (= Bedeutung) unter 心 (= Herz, Radikal 61) einsortieren.

## Schriftzeichenverbindungen, die vom Radikal 180 regiert werden
| Striche | Zeichen |
| ------- | ------- |
| +0      | 音      |
| +04     | 韴 韵   |
| +05     | 韶 韷   |
| +07     | 韸      |
| +09     | 韹 韺   |
| +10     | 韻 韼   |
| +11     | 韽 韾   |
| +13     | 響      |
| +14     | 頀      |

 Im Unicodeblock Kangxi-Radikale ist das Radikal 180 unter der Codepointnummer 12.211 (U+2FB3) codiert.